# Kenneth Carroll Parkes
Kenneth Carroll Parkes (Hackensack, 8 agosto 1922 – Pittsburgh, 16 luglio 2007) è stato un ornitologo statunitense.
Fin da piccolo appassionato di storia naturale, studiò alla Cornell University, dove si laureò con un dottorato sulla tassonomia degli uccelli nordamericani. Nel 1953 divenne Curatore degli Uccelli al Museo Carnegie di Storia Naturale di Pittsburgh, del quale, nel 1975, venne nominato Curatore Capo di Scienze Naturali, carica che mantenne fino al suo ritiro, nel 1997.
Nel 1956 ebbe l'opportunità di effettuare un viaggio a Luzon, nelle Filippine, dove descrisse più di 40 nuove sottospecie di uccelli, appartenenti a varie famiglie. Nel 1974-75 fu Vicepresidente della American Ornithologists' Union. Nel corso della sua vita scrisse numerosi articoli, pubblicati prevalentemente sulla rivista ornitologica The Auk, e collaborò alla stesura di vari manuali ornitologici.